# Villa Piaggio
 (mai 2025).
La villa Piaggio est une villa historique située à Gênes, sur la colline de Carbonara, dans le quartier de Castelletto surplombant la vieille ville. 
Le bâtiment, avec son parc attenant et toutes ses dépendances, est soumis à la protection de la Surintendance ligure depuis 2011.
Depuis 1971, la villa est propriété de la municipalité de Gênes. Elle abrite notamment le siège de l'Institut international des communications (IIC) et d'Infotransport (Association nationale pour l'informatique des transports).